# Wayne Works

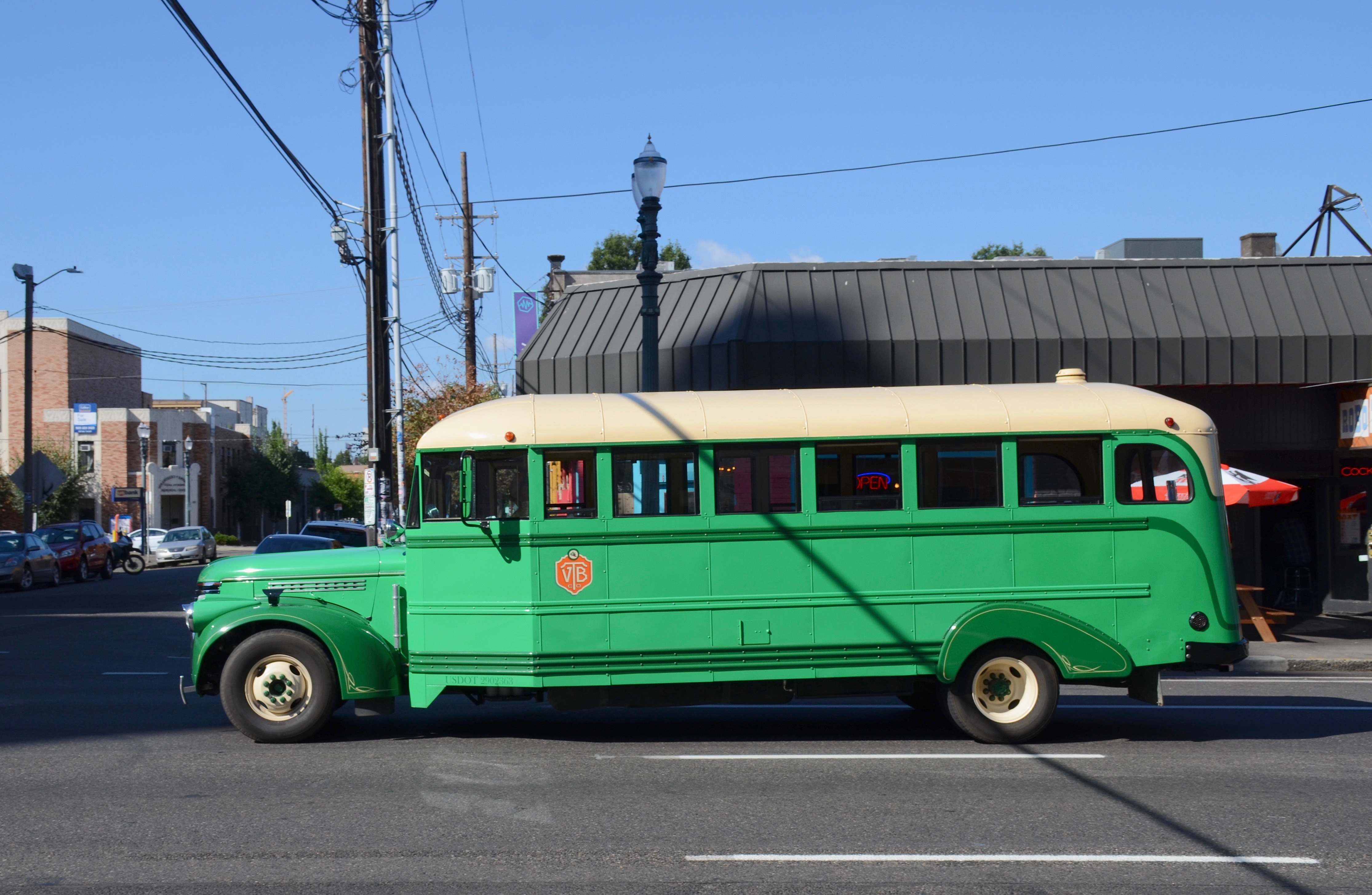
Schulbus der Firma Wayne aus dem Jahr 1945

Wayne Works war ein US-amerikanischer Hersteller von Fahrzeugen.

## Unternehmensgeschichte
Das Unternehmen wurde 1892 in Richmond in Indiana gegründet. Zunächst stellte es Geräte für Farmer her. Eine Anzeige aus den 1890er Jahren zeigt auch eine Kutsche. 1901 war Walter W. Schultz Präsident und Jack St. John sein Chefingenieur. In dem Jahr begann die Produktion von einzelnen Automobilen und 1904 die Serienproduktion. Der Markenname lautete Richmond, während der ersten Jahre inoffiziell auch Wayne. 1917 endete die Personenkraftwagen-Produktion. Außerdem entstanden Schulbusse, die Wayne genannt wurden. Die Produktion lief bis 1956.
Dann kam es zu einer Reorganisation. Nachfolgeunternehmen wurde Divco-Wayne Corporation.
Es bestand keine Verbindung zur Richmond Automobile Company, die zwischen 1902 und 1903 in der gleichen Stadt ansässig war und ebenfalls Automobile als Richmond anbot.

## Pkw
Das einzige Fahrzeug von 1901 hatte einen Zweizylindermotor mit Luftkühlung und einen Aufbau als Tourenwagen. Käufer war Harry Landis. Die Luftkühlung wurde für alle Fahrzeuge bis 1909 beibehalten. Erst 1910 kam Wasserkühlung.
1902 und 1903 folgten ähnliche Fahrzeuge.
Von 1904 bis 1906 gab es den 20 HP. Er hatte wie alle folgenden Modelle bis 1913 einen Vierzylindermotor. Er leistete 20 PS. Das Fahrgestell hatte 229 cm Radstand. Die Fahrzeuge waren als Tonneau mit seitlichen Zustieg karosseriert.
1907 wurde daraus das Model E als Runabout und das Model F als Tourenwagen.
1908 wurde das Angebot erweitert. Model H war das mittlere Modell mit 26 PS Leistung, 231 cm Radstand und einer viersitzigen Tourenwagenkarosserie. Darüber rangierte das Model I mit einem 30-PS-Motor, 274 cm Radstand und einer Karosserie als Tourenwagen mit fünf Sitzen. Das Model J hatte einem Motor mit 22 PS Leistung, 224 cm Radstand und war als zweisitziger Runabout karosseriert.
1909 gab es das Model J-1 mit 224 cm Radstand und das Model J-2 mit 244 cm Radstand. Beides waren Runabout, der erstgenannte mit zwei Sitzen und der letztgenannte mit drei Sitzen. Der Motor war in beiden Fällen mit 22,5 PS angegeben. Model J-3 war mit 25,6 PS etwas stärker motorisiert, hatte mit 259 cm einen etwas längeren Radstand und war ein leichter Tourenwagen mit vier Sitzen.
1910 hatte nur das Model J-1 den schwächeren Motor mit 22,5 PS. Sein Radstand betrug 254 cm. Der zweisitzige Aufbau wurde nun Roadster genannt. Das Model K-1 hatte bis auf den 25-PS-Motor die gleichen Daten. Model J-3 und Model K-3 hatten ebenfalls den stärkeren Motor, aber 269 cm Radstand und eine fünfsitzige Tourenwagenkarosserie.
1911 gab es drei verschiedene Modelle. Model L-1 mit 35 PS Leistung und 254 cm Radstand war ein zweisitziger Roadster. Model L-2 hatte den gleichen Motor, aber 269 cm Radstand und einen Aufbau als viersitziger Surrey. Im Model L-3 leistete der Motor 40 PS. Der Radstand von 284 cm ermöglichte einen Aufbau als fünfsitzigen Tourenwagen.
1912 war das Model M das größere Fahrzeug. Es hatte einen 40-PS-Motor und 284 cm Radstand. Darunter rangierte das Model N. Sein Motor leistete 30 PS. Der Radstand maß 269 cm. Identisch war das Angebot an Karosserien. Beide gab es als Roadster mit zwei Sitzen und Tourenwagen mit fünf Sitzen.
1913 wurde der kleinere Wagen Model O genannt. Der Radstand war auf 284 cm verlängert worden. Die Aufbauten änderten sich nicht. Beim Model P betrug der Radstand 295 cm. Der Roadster entfiel.
1914 stellte das Model R das Einstiegsmodell dar. Der Radstand war nun auf 290 cm verlängert worden. Das Model S war der Nachfolger des Model P. Sein Radstand betrug nun 297 cm. Außerdem stand das Model T mit einem Sechszylindermotor im Angebot. Er leistete 45 PS. Der Radstand von 312 cm ermöglichte einen Aufbau als fünfsitzigen Tourenwagen.
1915 änderten sich die Bezeichnungen. Sie beinhalteten nun die Zylinderanzahl und die Leistung. Das Model 4-35 hatte folglich vier Zylinder und 35 PS. Der Radstand maß 279 cm. Das Model 6-48 bot 305 cm Radstand. Beide waren als zweisitzige Roadster und fünfsitzige Tourenwagen erhältlich.
1916 gab es das unveränderte Model 4-35 und das Model H-6-50. Sein Motor war nun mit 50 PS angegeben.
1917 entfielen das Sechszylindermodell sowie der Roadster.

## Pkw-Modellübersicht
| Jahr      | Modell       | Zylinder | Leistung (PS) | Radstand (cm) | Aufbau                                  |
| --------- | ------------ | -------- | ------------- | ------------- | --------------------------------------- |
| 1904–1906 | 20 HP        | 4        | 20            | 229           | Side Entrance Tonneau                   |
| 1907      | Model E      | 4        | 20            | 229           | Runabout                                |
| 1907      | Model F      | 4        | 20            | 229           | Tourenwagen                             |
| 1908      | Model H      | 4        | 26            | 231           | Tourenwagen 4-sitzig                    |
| 1908      | Model I      | 4        | 30            | 274           | Tourenwagen 5-sitzig                    |
| 1908      | Model J      | 4        | 22            | 224           | Runabout 2-sitzig                       |
| 1909      | Model J-1    | 4        | 22,5          | 224           | Runabout 2-sitzig                       |
| 1909      | Model J-2    | 4        | 22,5          | 244           | Runabout 3-sitzig                       |
| 1909      | Model J-3    | 4        | 25,6          | 259           | Leichter Tourenwagen 4-sitzig           |
| 1910      | Model J-1    | 4        | 22,5          | 254           | Roadster 2-sitzig                       |
| 1910      | Model J-3    | 4        | 25            | 269           | Tourenwagen 5-sitzig                    |
| 1910      | Model K-1    | 4        | 25            | 254           | Roadster 2-sitzig                       |
| 1910      | Model K-3    | 4        | 25            | 269           | Tourenwagen 5-sitzig                    |
| 1911      | Model L-1    | 4        | 35            | 254           | Roadster 2-sitzig                       |
| 1911      | Model L-2    | 4        | 35            | 269           | Surrey 4-sitzig                         |
| 1911      | Model L-3    | 4        | 40            | 284           | Tourenwagen 5-sitzig                    |
| 1912      | Model M      | 4        | 40            | 284           | Roadster 2-sitzig, Tourenwagen 5-sitzig |
| 1912      | Model N      | 4        | 30            | 269           | Roadster 2-sitzig, Tourenwagen 5-sitzig |
| 1913      | Model O      | 4        | 30            | 284           | Roadster 2-sitzig, Tourenwagen 5-sitzig |
| 1913      | Model P      | 4        | 40            | 295           | Tourenwagen 5-sitzig                    |
| 1914      | Model R      | 4        | 30            | 290           | Tourenwagen 5-sitzig, Roadster 2-sitzig |
| 1914      | Model S      | 4        | 40            | 297           | Tourenwagen 5-sitzig                    |
| 1914      | Model T      | 6        | 45            | 312           | Tourenwagen 5-sitzig                    |
| 1915      | Model 4-35   | 4        | 35            | 279           | Roadster 2-sitzig, Tourenwagen 5-sitzig |
| 1915      | Model 6-48   | 6        | 48            | 305           | Roadster 2-sitzig, Tourenwagen 5-sitzig |
| 1916      | Model 4-35   | 4        | 35            | 279           | Tourenwagen 5-sitzig, Roadster 2-sitzig |
| 1916      | Model H-6-50 | 6        | 50            | 305           | Tourenwagen 5-sitzig, Roadster 2-sitzig |
| 1917      | Model 4-35   | 4        | 35            | 279           | Tourenwagen 5-sitzig                    |

## Produktionszahlen
| Jahr  | Produktionszahl |
| ----- | --------------- |
| 1901  | 1               |
| 1902  | 2               |
| 1903  | 5               |
| 1904  | 15              |
| 1905  | 25              |
| 1906  | 50              |
| 1907  | 50              |
| 1908  | 75              |
| 1909  | 100             |
| 1910  | 100             |
| 1911  | 100             |
| 1912  | 150             |
| 1913  | 150             |
| 1914  | 200             |
| 1915  | 200             |
| 1916  | 100             |
| 1917  | 25              |
| Summe | 1348            |

Quelle: